# Église de Luhanka
L’église de Luhanka (finnois : Luhangan kirkko) conçue par l'architecte Josef Stenbäck a été construite de 1891 à 1893 à Luhanka en Finlande.

## Description

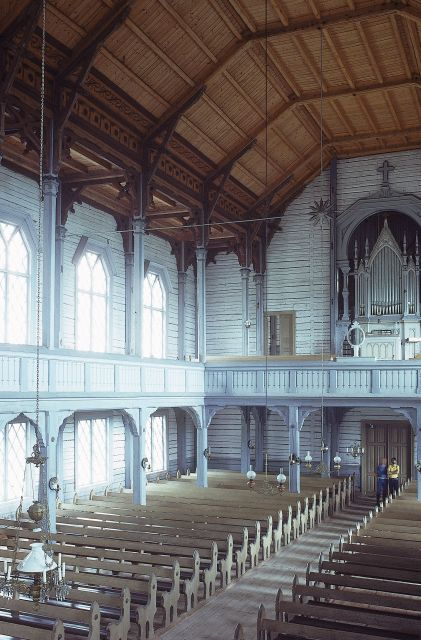
La nef.

L'église a une capacité de 1500 places assises. 
Elle est de style néogothique et son intérieur est en bois brut.
A. Jurva a fabriqué son orgue en 1897 qui possède 18 jeux. Le retable de l'autel fut peint en 1906 par Selinda Danielsson. L'église rappelle par son architecture l'Église de Heinävesi et l'Église de Hankasalmi.
La paroisse dispose aussi de deux autres églises: l'église de Tammijärvi (fi) et l'église d'hiver de Luhanka (fi).